# Fujii Takashi
Takashi Fujii (sinh ngày 28 tháng 4 năm 1986) là một cầu thủ bóng đá người Nhật Bản.

## Sự nghiệp câu lạc bộ
Takashi Fujii đã từng chơi cho Júbilo Iwata, Ehime FC, Shizuoka FC, Shatin, Sun Hei, Unsommet Iwate Hachimantai, AC Nagano Parceiro, Blaublitz Akita và FC Ryukyu.